# Телеу (казахский род)
Телеу (каз. Телеу) — является одним из самых малочисленных казахских племен, в подразделении племени Жетыру, в составе Младшего жуза.

## Происхождение
В. В. Востров и М. С. Маканов предполагали, что племя телеу, имела телеское происхождение, которая ещё в VI веке входила в состав Тюркского каганата.

## История
В 1731 году, присягу на верность Российской империи от племени телеу принес Кадыр-абыз. В 1742 году делегация племени телеу прибыла на церемонию в Орскую крепость. По запискам, в 1803 году кочевали на территории к югу от Сырдарьи зимой, а летом северу от Торгая, тогда племенем управляли Байторе-бий и Ырысбай-бий. Повторив данные сведения, Я. П. Гавердовский добавил:
От рода чжидеруу-телей происходит удел теля тайляк, кочующий безвыходно около реки Сыр, на острове арык балык, под управлением Нурлюбая-бия, Бурамбай-бия и проч. Они торгуют с хивинцами и в народных делах соединены с кишкенч-чиктынцами.

## Численность
В 1803 году, племя состояло из четырех отделений, в которых насчитывалось по 2800 семей.
По мнению Н. Э. Масанова, численность казахов племени телеу в XX века насчитывало около 10—15 тыс. человек. Но по данным А. Темиргалиева, в 1911 году их численность была около 8 200 человек. Основные группы племени населяли территорию Кустанайского (2,5 тыс.), Павлодарского (1,6 тыс.), Казалинского (1 тыс.) и Петровского (1 тыс.) уездов.